# 松浦まどか
松浦 まどか（まつうら まどか）は、日本の漫画家。女性。

## 略歴
1999年、ちばてつや賞優秀新人賞を受賞。その後、しばらくはアシスタントを務める。2001年、『別冊ヤングマガジン』にて、「ウッハ!ハーレム学生寮」でデビュー。「ハーレム学生寮」はそのまま初連載となり、全7巻を刊行するに至った。以後、『ヤングマガジン』系列誌を主な執筆の場としている。

## 著書
- ウッハ!ハーレム学生寮（別冊ヤングマガジン→週刊ヤングマガジン、全7巻）
- ダイナマイト☆ビューティー!!（週刊ヤングマガジン、全2巻）
- 魔嬢っ子リーナの不思議大作戦（別冊ヤングマガジン、原作：原田重光、全3巻）
- うざりの（月刊ヤングマガジン、単行本未刊）
- マグネシウムを上手にとって糖尿病を予防しよう!（現代書林、漫画部分）
- 池上彰のマンガでわかる経済学＜１＞（日本経済新聞出版社、漫画部分）
- 池上彰のマンガでわかる経済学＜２＞（日本経済新聞出版社、漫画部分）
- マンガでわかる キャッチコピー力の基本（日本実業出版社、漫画部分）
- まんがでわかる　99％の人がしていない　たった１％の仕事のコツ（ディスカヴァー・トゥエンティワン、漫画部分）
- マンガでわかる! ハーバード式経営戦略（宝島社、漫画部分）
- 最高のアウトプットができる スゴイ!学び方（かんき出版、漫画部分）